# لزلی بوردمن
لزلی بوردمن (انگلیسی: Leslie Boardman; ۲ اوت ۱۸۸۹ – ۲۳ نوامبر ۱۹۷۵) شناگر اهل استرالیا بود.
وی در مسابقات کشوری و بین‌المللی در مجموع برندهٔ ۱ مدال طلا شده‌است.